# Doug Phillips (homme politique)
Pour les articles homonymes, voir Doug Phillips.
Douglas George « Doug » Phillips,, né le 4 décembre 1946 à Toronto au Canada, est un homme d'affaires et homme politique canadien. 
De 2010 à 2018, il est commissaire du Yukon.

## Biographie
La famille de Phillips déménage à Whitehorse lorsque celui-ci est enfant.
Il est élu pour la première fois à l'Assemblée législative du Yukon en 1985. Il représente pendant quinze ans le Parti du Yukon dans la circonscription de Riverdale Nord. Il travaille un temps au cabinet de John Ostashek et occupe plusieurs postes de ministre.
Il se retire en 2000 et est nommé à divers postes à partir de ce moment. Il est nommé commissaire du Yukon par le premier ministre du Canada Stephen Harper,.
Phillips et sa femme Dale Stokes ont cinq enfants et cinq petits-enfants.